# Славољуб Виденовић

## Биографија
Славољуб Виденовић (1958) је пензионисани потпуковник Војске Србије, задужбинар и аутор књижевних дела. 

Рођен је 7. децембра 1958. године, од мајке Јевросиме Пешић (Карапанџини) и оца Ђорђа Виденовића (Марковци),  у пограничном селу Равном Бучју на Старој планини. 
Након 5 година од његовог рођења, 1963. године,  породица се сели у Бор где је Славољубов отац нашао посао возача. Контакти са местом рођења никада нису престали, јер сваки летњи распуст, са братом Зораном, проводи на селу код бабе Стевке и деде Гаврила.
Проводећи време тамо заволео је сељачки живот, чување стоке, кошење и прикупљање сена и остале сеоске послове. Упознао је готово сваки кутак села, околне врхове Старе планине, ливаде, пашњаке и потоке. Повезаност са родним крајем никада није ни престала, па је већ током школовања, у селу Црни Врх, упознао Душицу Живковић. Са њом је склопио брак и добио два сина Марка и Немању.

### Школовање и посао
Основну и средњу школу је завршио у Бору, а Ваздухопловнотехничку војну академију у Рајловцу код Сарајева 1979. године, када је добио чин потпоручника и стекао звање ваздухопловног војног електро инжењера. Као официр-потпоручник радио је у служби у Новом Саду, Бору и Зајечару где је 2006. године пензионисан у чину потпуковника Војске Србије. 
Након Новог Сада, следеће место службовања је Бор, где у Команди Војног одсека обавља дужност Начелника за мобилизацију, па заменика команданта, а једно време заступа команданта Војног одсека.
Уредбом Савезне Владе, а у циљу бројног смањења Војске, као потпуковник војске Србије, са осталим официрима, који су навршили 30 и више година радног стажа, пензионисан је 2006. године.
Са породицом се сели у Ниш, где супруга ради,а синови студирају.

## Задужбине и књижевна дела
Захваљујући родбини и пријатељима који су му пружили помоћ, а посебно уз помоћ покојног деда Ленте изградио је кућу у Равном Бучју која је на 970 метара надморске висине, на месту званом Дуги рт-Џелепска ливада. У тој кући често долази са породицом. 

### Књижевна дела
Славољуб Виденовић аутор је Равнобучке трилогије (књиге „Наше Равно Бучје“, „Наше Равно Бучје 2“ и „Превој Свети Никола на Старој планини “), на којима је радио од 2007. до 2012. Године, а које је издала Народна библиотека Његош у Књажевцу. Године 2014. штампа монографију насеља „Кална“, а 2016. године монографију – „Фамилија Марковци из Равног Бучја“.